# Kerstin Kipp

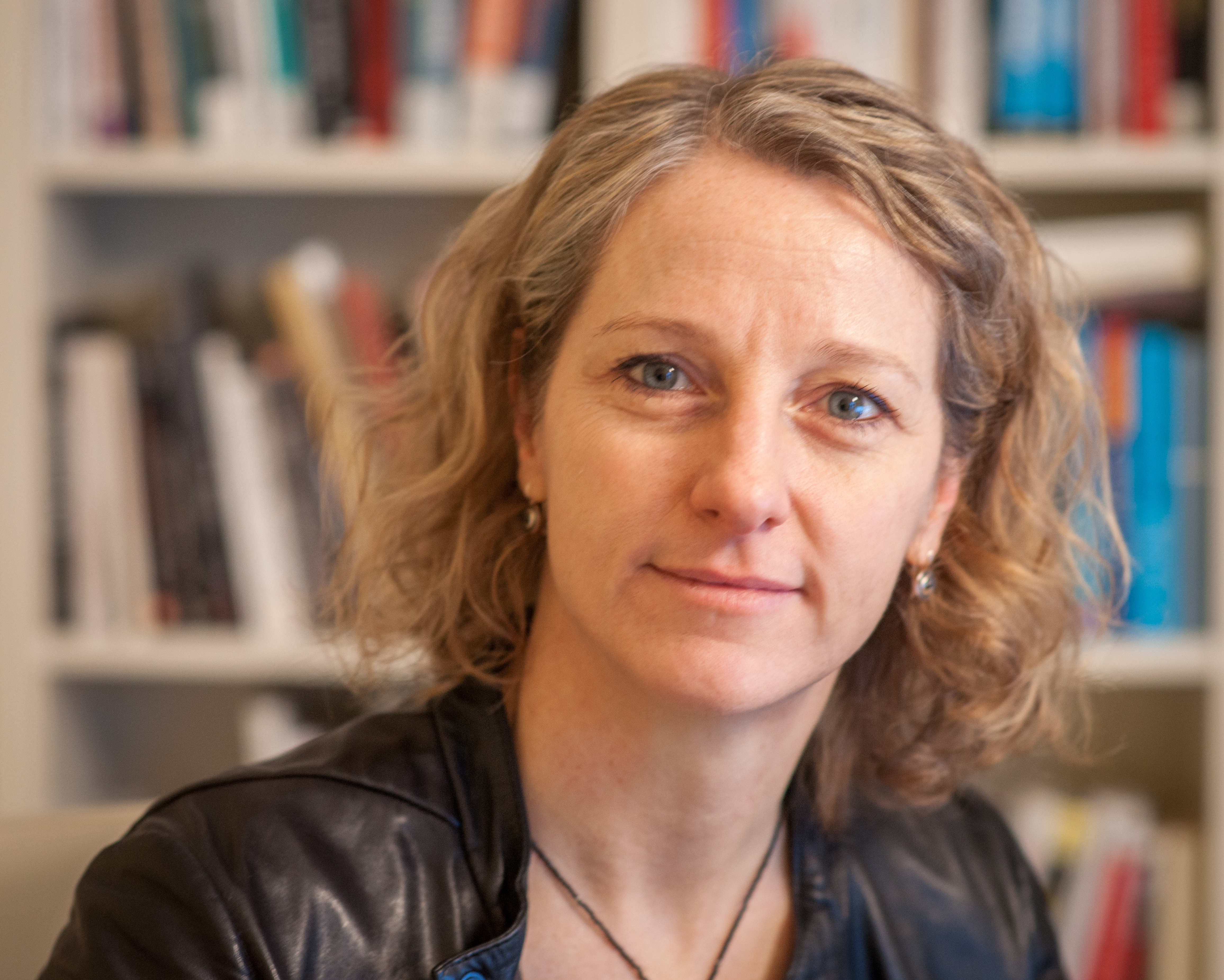
Kerstin Kipp

Kerstin Kipp (* 1971 als Kerstin Seiler in Zeist) ist eine deutsche Neuropsychologin, Sprechwissenschaftlerin und Hochschullehrerin an der Staatlichen Hochschule für Musik und Darstellende Kunst Stuttgart.

## Leben
Kerstin Kipp absolvierte ein Studium der Psychologie an der Universität des Saarlandes und schloss es 1998 mit dem Diplom ab. Parallel studierte sie Sprechwissenschaft und Sprecherziehung an der Universität des Saarlandes und absolvierte 1999 die Prüfung zur Sprecherzieherin (DGSS). Sie war Stipendiatin der Studienstiftung des deutschen Volkes. 2003 promovierte sie zum Thema Handlungsgedächtnis mit summa cum laude. Ihre Habilitation erlangte sie 2011 im Fach Psychologie mit dem Thema „Assoziationen im episodischen Gedächtnis: Repräsentationsformate, Entwicklung und Pathologien im Kindes- und Jugendalter“, ebenfalls an der Universität des Saarlandes.
2012 bis 2015 war sie als Projektleiterin und Wissenschaftliche Leiterin des ZNL TransferZentrum für Neurowissenschaften und Lernen an der Universität Ulm tätig.
Seit 2014 ist sie Professorin für Sprechwissenschaft an der Hochschule für Musik und Darstellende Kunst Stuttgart, Institut für Sprechkunst und Kommunikationspädagogik.
Im Mai 2020 rückte sie für Bündnis 90/Die Grünen in den Stadtrat von Augsburg nach. Aus beruflichen Gründen legte sie ihr Mandat Ende 2021 wieder nieder.
Seit 2021 hat sie zusätzlich die Berthold Leibinger Professur für Angewandte Rhetorik an der Hochschule für Musik und Darstellende Kunst Stuttgart inne.

## Forschung
An der Universität des Saarlandes erforschte Kerstin Kipp im Bereich der Kognitiven Neuropsychologie Lern- und Gedächtnisprozesse bei frühgeborenen Kindern sowie bei Kindern, die in der frühen Kindheit Fieberkrämpfe erlitten hatten. Mittels EEG- und MRT-Experimenten konnte sie nachweisen, dass in beiden Gruppen andere Netzwerke im Gehirn für Erinnerungsleistungen verantwortlich sind als bei termingerecht geborenen Kindern ohne Fieberkrämpfe.
In der Bildungsforschung untersuchte Kerstin Kipp am ZNL TransferZentrum für Neurowissenschaften und Lernen die Auswirkungen und den Nutzen von Intensivkooperationen zwischen Kindergärten und Grundschulen anhand des baden-württembergischen Modellprojekts Bildungshaus 3–10.
An der HMDK Stuttgart erforscht sie professionelles Sprechen. Sie konnte nachweisen, dass Menschen mit einer sprecherischen Ausbildung (z. B. Studium der Sprechkunst oder des Schauspiels) anders sprechen als Menschen ohne eine solche Ausbildung. Ein zweiter Schwerpunkt ihrer Forschung liegt in der rhetorischen Kommunikation, z. B. die Analyse von Redebeiträgen von Spitzenpolitikern in Fernsehdiskussionen.

## Schriften (Auswahl)
- Kerstin H. Kipp, Michael Speer (Hrsg.): Sprechkultur. (= Sprache und Sprechen. Bd. 50). Schneider Verlag Hohengehren, Baltmannsweiler 2019, ISBN 978-3-8340-1915-8.
- Kerstin H. Kipp: Kommunikation und Gehirn. Sprechen aus Sicht der Neurowissenschaften. In: Lehren & Lernen. Band 12, 2015, S. 4–9.
- A. Mecklinger, V. Sprondel, K. H. Kipp: The development of episodic memory: Evidence from event-related potentials. In: The Wiley handbook on the cognitive neuroscience of memory. Wiley-Blackwell, 2015, ISBN 978-1-118-33259-7, S. 326–346.